# Łobi jabi
Łobi jabi – album zespołu Voo Voo wydany w 1993, nakładem wydawnictwa Tonpress.
Płyta stanowi dość poważny zwrot w twórczości grupy Voo Voo, która wraz z wydaniem tej płyty rozpoczęła swój „folkowy” okres. Oprócz nowych utworów na płycie znajduje się kilka starszych utworów – „Flota zjednoczonych sił” z płyty Koncert i „Zatoka spokojnych głów” nagrana w 1985 dla Programu III Polskiego Radia.

## Lista utworów
1. „Flota zjednoczonych sił” – 6:09
2. „Ubogi duchem” – 3:10
3. „Jak łatwo żyć” – 3:11
4. „W połowie mniej I” – 2:44
5. „Nie dowierzaj” – 3:29
6. „Łobi jabi” – 4:10
7. „Front torowania przejść” – 3:10
8. „Gusła” – 3:50
9. „To nieprawda, że nic nie mamy” – 3:17
10. „W połowie mniej II” – 3:07
11. „Łobi jabi” – 5:01
12. „Mydło, powidło” – 3:33
13. „Papierosy i gin” – 2:44
14. „Zatoka spokojnych głów” – 3:00
15. „Koncert” – 1:13
16. „Dobrze śpij” – 3:31

Wszystkie utwory napisane przez Wojciecha Waglewskiego z wyjątkiem „Łobi jabi” napisanego przez Mateusza Pospieszalskiego.

## Twórcy
muzycy
- Wojciech Waglewski – śpiew, gitary, kora
- Mateusz Pospieszalski – śpiew, saksofony, sitar
- Jan Pospieszalski – śpiew, gitara basowa, kontrabas
- Piotr "Stopa" Żyżelewicz – perkusja
- kwartet smyczkowy:
  - Sławomir Talacha – skrzypce I
  - Marta Trybuła – skrzypce II
  - Dariusz Smoliński – altówka
  - Dorota Smolińska – wiolonczela

personel
- Hakan Kursun – rejestracja nagrań, zgranie i mastering
- Katarzyna Bodurkiewicz – kierownictwo produkcji
- Witold Popiel – projekt i opracowanie graficzne